# Euphyia irrelata
Euphyia irrelata là một loài bướm đêm trong họ Geometridae.